# 浜端ヨウヘイ
浜端 ヨウヘイ（はまばた ようへい、1984年1月27日 - ）は、日本のシンガーソングライター、ラジオパーソナリティ、役者。京都府出身。高知大学卒業。身長192cm。体重約90kg。現在フリーで活動中。元所属事務所はオフィスオーガスタ。なお、シンガーソングライターの大督は実弟。

## 略歴
- 2007年、「ヨウヘイ」としてインディーズデビュー。当初は仕事をしながら音楽活動を続けていたが、2013年に一念発起をし退職。以後、音楽活動に専念している。
- 2013年10月、「山崎まさよし LIVE "SEED FOLKS"」にオープニングアクトとして出演し、注目を集める。
- 2014年2月、山崎まさよしやスキマスイッチなどが所属するオフィスオーガスタと契約。それを機に、それまでの芸名に本名の苗字である「浜端」を加えた「浜端ヨウヘイ」に改める。
- 2014年11月5日、初のシングル「結-yui-」をリリース。全国40局以上でパワープレイを獲得し、発売週にはオンエア回数1位を獲得した。さらに2ヶ月で1000回以上という新人では破格のオンエア回数を記録した。
- 2018年6月9日〜17日、座・高円寺で開催された あやめ十八番 第十回公演『ゲイシャパラソル』で俳優デビューを果たす。
- 2019年1月23日、寺岡呼人プロデュースのシングル「カーテンコール」でメジャー・デビュー。
- 2020年12月31日、自身の公式Twitterにて結婚、第1子の誕生を発表。
- 2021年10月29日〜11月2日、東京芸術劇場シアターウエストで開催された  あやめ十八番 第十三回公演『音楽劇 百夜車』に記者:実方融役で出演。主役を務める。
- 2024年1月5日、オフィスオーガスタとの専属契約の終了、独立を発表。なお、オフィスオーガスタとは新たに作家契約を締結した旨も表明した。
- 2024年9月9日、コットンクラブにて 「浜端ヨウヘイ×桑山哲也　LIVE at COTTON CLUB」を開催。桑山哲也と音楽ユニット、『ムジカ・グランデ300』を結成したことが発表された。
- 2024年12月、自身のキャリア初となるホールツアー『 YOHEI HAMABATA HALL TOUR 2024"HELLO, GOODBYE"』を開催予定。日程は大阪公演:12月4日(ザ・フェニックスホール)、名古屋公演:14日(ちくさ座)、横浜公演:20日(赤レンガ倉庫ホール)。

## ディスコグラフィ

### 未音源化楽曲
- 切磋琢磨

BSフジ「beポンキッキーズ」内アニメ「ロンゴマックス」主題歌
- 夜が明けるまで[2]
- アンサーソング[2]

## ミュージックビデオ
| 監督     | 曲名                             |
| 小林洋介 | 「MUSIC!!」「結-yui-」「無責任」 |

## 出演番組
- 浜端ヨウヘイ ウルトラいごっそう（エフエム高知、2014年4月4日 -2025年6月29日 ）
- 浜端ヨウヘイ ショットグラスミュージック〜大きな男の小さな話〜 (FM徳島、2020年10月2日ｰ )
- 浜端ヨウヘイ　水曜日のトラベラー (FMひゅうが、202?年??月??日 -)
- 浜端ヨウヘイのTravellin' songs (コミュニティFM RADIO3 2024年7月4日ｰ)
- ヨウヘイ BIGMAN'S RADIO（東海ラジオ）
- 浜端ヨウヘイのRadio Trip Around（ABCラジオ）
- Cheers!（ABCラジオ）
- WOWOW PLUS MUSIC -深夜1時の音楽タイム-（歌謡ポップスチャンネル、2019年3月25日 - ）

月曜レギュラー：浜端ヨウヘイ「カーテンコール」～はじまりのうた～
- Tiny Treasure（FMヨコハマ、2019年10月1日 - ）

## 主なライブ

### ワンマンライブ・主催イベント
- 2015年 - 浜端ヨウヘイTOUR 2015「BIG MUSIC」
- 2015年 - 浜端ヨウヘイ×橋口洋平(wacci) 「ようへいナイト」 Vol.1 in 福岡

### 出演イベント
- 2014年07月26日 - Augusta Camp 2014
- 2014年08月13日 - 音霊 OTODAMA SEA STUDIO 2014 「太陽と夏の恋物語」
- 2014年09月06日 - うたたね 2014
- 2014年09月10日 - TORROAD ACOUSTIC NIGHTS 2014
- 2014年09月21日 - 長岡京ソングライン'14
- 2014年10月11日 - MINAMI WHEEL 2014
- 2014年10月24日 - 土佐清水市制60周年・文化会館30周年記念イベント さかいゆう & 山崎まさよしコンサート
- 2014年10月27日 - BIGMAN DAY
- 2014年11月10日 - Calling You!! Show Case ～After Augusta Camp～
- 2015年02月11日 - MUSIC EDGE愛の旬穫祭
- 2015年03月21日 - 響うた2015
- 2015年03月28日 - IMAIKE GO NOW 2015
- 2015年04月19日 - トアロード・アコースティック・フェスティバル2015
- 2015年05月04日 - Niigata Rainbow ROCK Market 2015
- 2015年07月16日 - 音霊 OTODAMA SEA STUDIO 2015「押尾コータロー × 佐藤竹善 ～ON THE SEA BREEZE～」
- 2015年07月19日 - JOIN ALIVE 2015
- 2015年07月20日 - FM802ホリデイスペシャル公開生放送ライブ!
- 2015年08月15日 - Music Resort うたたね 2015 At Home Hiroshima
- 2015年08月23日 - MONSTER baSH 2015
- 2015年09月13日 - UMEKITA SHIP HALL MUSIC VOYAGE
- 2015年09月23日 - NIB25周年イベント DEJIMA博
- 2015年09月26日 - YAMAZAKI MASAYOSHI in Augusta Camp 2015～20th Anniversary～
- 2016年05月08日 - 栄ミナミ音楽祭'16
- 2016年09月17日 - Augusta Camp 2016 ～produced by 秦 基博～

## 舞台
- あやめ十八番 第十回公演 『ゲイシャパラソル』墨
- あやめ十八番 第十三回公演『音楽劇 百夜車』
- あやめ十八番 第十六回公演『雑種 小夜の月』（2024年8月15日、座・高円寺1）[3]
- あやめ十八番 第十七回公演 音楽劇『金鶏 二番花』（2025年7月7~13日、座・高円寺1）[4]